# Балилла (молодёжная организация)
Балилла (итал. Opera Nazionale Balilla, ONB) — молодёжная организация в фашистской Италии в 1926—1937 годах. Название происходит от прозвища «Балилла» Джована Баттисты Перассо, мальчика из Генуи, который в 1746 году бросил камень в австрийского солдата и этим начал восстание против австрийских войск, оккупировавших город. Образ Перассо использовался фашистской пропагандой как образчик патриотического поведения для итальянских детей.

## История

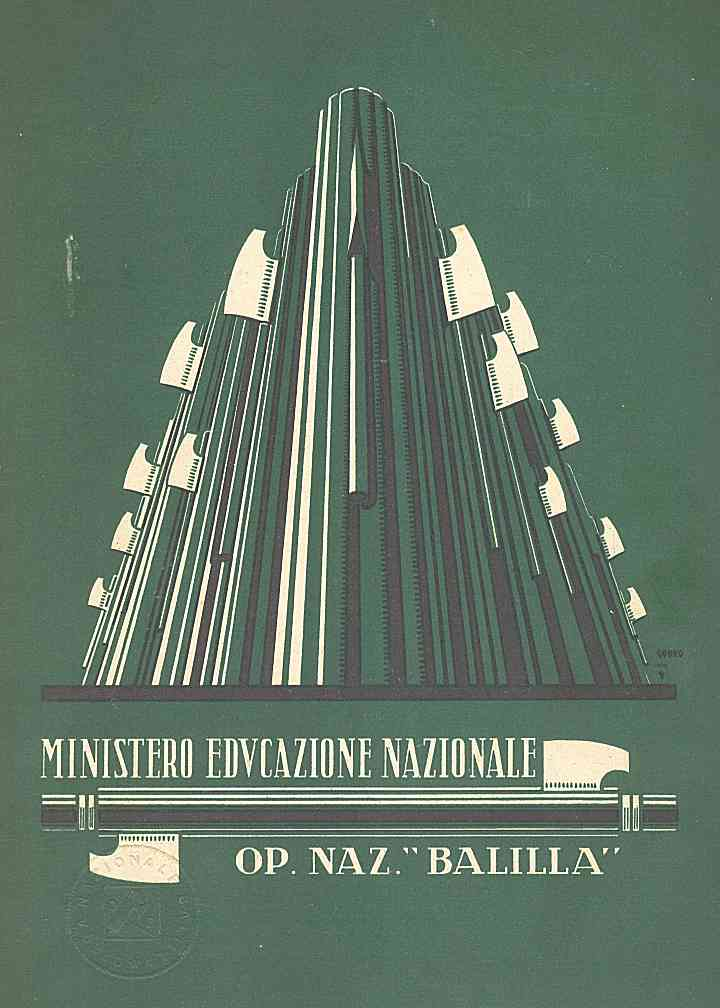
Обложка учебника для начальной школы с символикой ONB (1932)

Один из идеологов итальянского фашизма, Филиппо Томмазо Маринетти, ещё в 1919 году предлагал для патриотического воспитания юных итальянцев создавать специальные «школы физического мужества и патриотизма». После прихода к власти в 1922 году Муссолини провозгласил, что школа должна воспитывать, а не учить. В младших классах был введён в качестве предмета закон Божий, а первым словом, которое учились писать итальянские дети, был фашистский клич Eia!. К 1926 году дуче пришёл к выводу о необходимости создания национальной молодёжной организации, и поручил этот вопрос Ренато Риччи. Риччи, готовя создание молодёжной организации, встречался в Англии с основателем скаутского движения Робертом Баден-Пауэллом.
Законом от 3 апреля 1926 года была учреждена Opera Nazionale Balilla (ONB), которая официально была предназначена для «физического, духовного и нравственного воспитания молодёжи». В действительности ONB использовалась не только для физического и духовного, но и начального военного, профессионального и технического образования. Реальной задачей ONB было формирование «фашистов завтрашнего дня».
В ONB принимались дети в возрасте от 8 до 18 лет, разделённые на две возрастные группы: младшая — «Балилла» и старшая — «Авангардисты».
В 1927 году в Италии были распущены все молодёжные организации нефашистской ориентации, в том числе итальянская организация скаутов, Ассоциация юных пионеров Италии (АРПИ), и другие. Многие скауты продолжали свою деятельность в подполье и впоследствии активно участвовали в антифашистской борьбе. Одной из крупнейших подпольных скаутских организаций была Aquile randagie в Милане.
К 1930 году в Италии была окончательно сформирована возрастная цепочка молодёжных фашистских организаций (аналог советской системы «октябрята-пионеры-комсомольцы»). Пройдя сначала через организацию для начальной школы «Дети волка», ребёнок в 9—10 лет должен был вступить в первичную организацию «Балилла», принести клятву верности дуче, а затем в течение последующих 4-х лет под руководством офицера милиции маршировать по улицам и плацам.
К 1937 году Муссолини принял решение реорганизовать работу с молодёжью, для чего 29 октября 1937 года была создана новая молодёжная организация Итальянская ликторская молодёжь (GIL), ставшая преемником ONB.

## Организационная структура

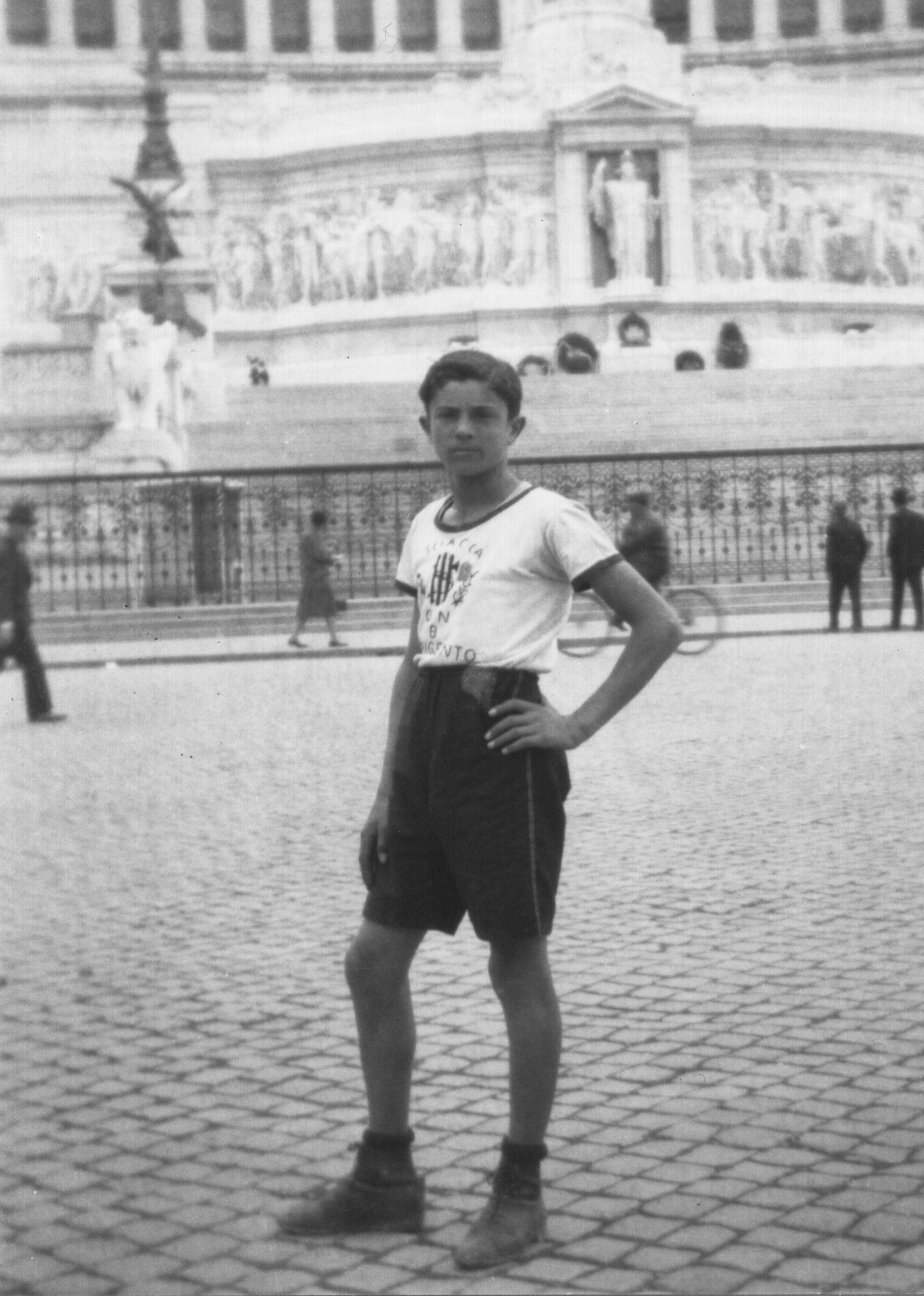
Член «Балиллы»

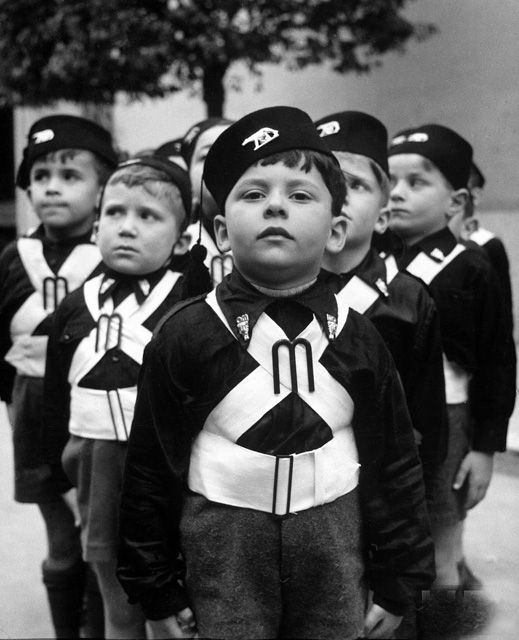
Мальчики в униформе «Балиллы», 1936 год

В начальный (экспериментальный) период половозрастная структура ONB была организована следующим образом:
Организации для мальчиков:
- Сыновья волчицы: 6—8 лет;
- Балилла: 9—10 лет;
- Мушкетёры Балилла: 11—13 лет;
- Молодёжный фашистский авангард: 14—18 лет.

11 членов «Балиллы» составляли эскадрон, 3 эскадрона — манипулу, 3 манипулы — центурию, 3 центурии — легион. К каждому отряду ONB прикреплялся священник (капеллан), ранее проходивший службу в вооружённых силах.
Организации для девочек:
- Дочери волчицы: 6—8 лет;
- Маленькие итальянки[итал.]: 9—13 лет;
- Молодые итальянки: 14—17 лет.

Для молодых людей старших возрастов существовали следующие организации:
- Боевое объединение молодёжи[итал.] и Молодые фашистки для юношей и девушек соответственно, в возрасте от 18 до 21 года;
- Университетские Фашистские группы[итал.] для студентов.

С 21 года молодые люди могли вступать в Национальную фашистскую партию.
Помимо обычных отрядов ONB, были специальные, предназначенные для подготовки к службе в военно-морском флоте, в которые принимали мальчиков возрасте от 8 лет, которые носили специальную синюю форму и проводили занятия на парусных кораблях на Тибре в Риме.

## Униформа
Униформа членов ONB включала в себя чёрную рубашку, синий шарф, серые брюки, чёрный пояс и феску (адаптированную под форму частей ардити).
Для занятий Детей волчицы использовались также деревянные мушкеты.

## «Символ веры» Балилла
Текст первоначально опубликованного «Символа веры» для членов ONB гласил:
Я верю в дуче, создателя чернорубашечников, и в Иисуса Христа — своего единственного защитника. Наш Спаситель был рождён от хорошей учительницы и трудолюбивого кузнеца. Он был храбрым солдатом и имел много врагов. Войдя в Рим, на третий день он восстановил государство. Он занял высокий пост. Он сидит по правую руку нашего Государя, оттуда он придёт судить большевизм. Я верю в мудрые законы, объединение граждан, освобождение от наказания, воскресение Италии и её вечную силу, да будет так.
Публикация этого «Символа веры» вызвала недоумение у многих верующих, поскольку она не просто превозносила Муссолини, но текстуально почти совпадала с Апостольским Символом веры, что многими воспринималось как богохульство. В связи с этим «Символ веры» Балилла не получил широкого распространения.